# Gira de regreso de My Chemical Romance
La gira de regreso de My Chemical Romance inició en Los Ángeles (California) el 20 de diciembre de 2019 y programó conciertos en Europa, América del Norte y Oceanía, entre 2022 y 2023. La banda estadounidense había anunciado su reunión el 31 de octubre de 2019.
Debido a la pandemia de enfermedad por coronavirus, la banda tomó la decisión de suspender la primera etapa de la gira, que estaba prevista para marzo de 2020 por Australia, Nueva Zelanda y Japón.
Las etapas originalmente programadas por Oceanía, Europa y Norteamérica luego fueron aplazadas en un año; aunque, después de postergaciones adicionales, la gira reanudó en mayo de 2022.

## Fechas de conciertos

### Concierto de regreso: California
| Fecha                   | Ciudad                   | País           | Recinto          | Espec. | Capac. | Recaudación |
| ----------------------- | ------------------------ | -------------- | ---------------- | ------ | ------ | ----------- |
| 20 de diciembre de 2019 | Los Ángeles (California) | Estados Unidos | Shrine Expo Hall | 5113   | 5113   | 1 451 745 $ |

### Primera etapa: Europa
| Fecha               | Ciudad                   | País            |                 | Evento \| recinto                    | Espec.       | Capac.       | Recaudación  |
| ------------------- | ------------------------ | --------------- | --------------- | ------------------------------------ | ------------ | ------------ | ------------ |
| 16 de mayo de 2022  | St. Austell (Cornualles) | Inglaterra      | RU              | Proyecto Edén                        | 5482         | 6500         | 437000 $     |
| 17 de mayo de 2022  | St. Austell (Cornualles) | Inglaterra      | RU              | Proyecto Edén                        | 5482         | 6500         | 437000 $     |
| 19 de mayo de 2022  | Milton Keynes            | Inglaterra      | RU              | Stadium MK                           | 30000        | 30000        | 3000000 $    |
| 21 de mayo de 2022  | Milton Keynes            | Inglaterra      | RU              | Stadium MK                           | 30000        | 30000        | 3000000 $    |
| 22 de mayo de 2022  | Milton Keynes            | Inglaterra      | RU              | Stadium MK                           | 30000        | 30000        | 3000000 $    |
| 24 de mayo de 2022  | Dublín                   | Irlanda         | Irlanda         | Royal Hospital Kilmainham            | 15000        |              |              |
| 25 de mayo de 2022  | Dublín                   | Irlanda         | Irlanda         | Royal Hospital Kilmainham            |              |              |              |
| 27 de mayo de 2022  | Warrington               | Inglaterra      | RU              | Victoria Park                        |              |              |              |
| 28 de mayo de 2022  | Cardiff                  | Gales           | RU              | Sophia Gardens                       |              |              |              |
| 30 de mayo de 2022  | Glasgow                  | Escocia         | RU              | OVO Hydro                            | 14200        | 14200        |              |
| 1 de junio de 2022  | París                    | Francia         | Francia         | Accor Arena                          |              |              |              |
| 2 de junio de 2022  | Róterdam                 | Países Bajos    | Países Bajos    | Rotterdam Ahoy                       |              |              |              |
| 4 de junio de 2022  | Bolonia                  | Italia          | Italia          | Sonic Park Fest \| Arena Parco Nord  |              |              |              |
| 6 de junio de 2022  | Múnich                   | Alemania        | Alemania        | Olympiahalle                         |              |              |              |
| 7 de junio de 2022  | Budapest                 | Hungría         | Hungría         | Budapest Park                        |              |              |              |
| 9 de junio de 2022  | Varsovia                 | Polonia         | Polonia         | Progresja Scena Letnia               |              |              |              |
| 11 de junio de 2022 | Praga                    | República Checa | República Checa | O2 Arena                             |              |              |              |
| 12 de junio de 2022 | Berlín                   | Alemania        | Alemania        | Velódromo                            |              |              |              |
| 14 de junio de 2022 | Estocolmo                | Suecia          | Suecia          | Gröna Lund                           |              |              |              |
| 16 de junio de 2022 | San Petersburgo          | Rusia           | Rusia           | Palacio de Hielo                     | –suspendido– | –suspendido– | –suspendido– |
| 17 de junio de 2022 | Moscú                    | Rusia           | Rusia           | Park Live \| Luzhnikí                | –suspendido– | –suspendido– | –suspendido– |
| 19 de junio de 2022 | Kiev                     | Ucrania         | Ucrania         | U Park Festival \| Sky Family Park   | –suspendido– | –suspendido– | –suspendido– |
| 17 de junio de 2022 | Bonn                     | Alemania        | Alemania        | Kunst!rasen \| Freizeitpark Rheinaue |              |              |              |
| 18 de junio de 2022 | Bonn                     | Alemania        | Alemania        | Kunst!rasen \| Freizeitpark Rheinaue |              |              |              |

### Segunda etapa: Norteamérica
| Fecha                    | Ciudad                  | Estado o provincia | País | Evento \| recinto                              | Espec. | Capac. | Recaudación |
| ------------------------ | ----------------------- | ------------------ | ---- | ---------------------------------------------- | ------ | ------ | ----------- |
| 20 de agosto de 2022     | Oklahoma City           | Oklahoma           | EUA  | Paycom Center                                  |        |        |             |
| 21 de agosto de 2022     | San Antonio             | Texas              | EUA  | AT&T Center                                    |        |        |             |
| 23 de agosto de 2022     | Nashville               | Tennessee          | EUA  | Bridgestone Arena                              |        |        |             |
| 24 de agosto de 2022     | Cincinnati              | Ohio               | EUA  | Heritage Bank Center                           |        |        |             |
| 26 de agosto de 2022     | Raleigh                 | Carolina del Norte | EUA  | PNC Arena                                      |        |        |             |
| 27 de agosto de 2022     | Elmont                  | Nueva York         | EUA  | UBS Arena                                      |        |        |             |
| 29 de agosto de 2022     | Filadelfia              | Pensilvania        | EUA  | Wells Fargo Center                             |        |        |             |
| 30 de agosto de 2022     | Albany                  | Nueva York         | EUA  | MVP Arena                                      |        |        |             |
| 1 de septiembre de 2022  | Uncasville (Montville)  | Connecticut        | EUA  | Mohegan Sun Arena                              |        |        |             |
| 2 de septiembre de 2022  | Montreal                | Quebec             | CAN  | Bell Centre                                    |        |        |             |
| 4 de septiembre de 2022  | Toronto                 | Ontario            | CAN  | Scotiabank Arena                               |        |        |             |
| 5 de septiembre de 2022  | Toronto                 | Ontario            | CAN  | Scotiabank Arena                               |        |        |             |
| 7 de septiembre de 2022  | Boston                  | Massachusetts      | EUA  | TD Garden                                      |        |        |             |
| 8 de septiembre de 2022  | Boston                  | Massachusetts      | EUA  | TD Garden                                      |        |        |             |
| 10 de septiembre de 2022 | Brooklyn (Nueva York)   | Nueva York         | EUA  | Barclays Center                                |        |        |             |
| 11 de septiembre de 2022 | Brooklyn (Nueva York)   | Nueva York         | EUA  | Barclays Center                                |        |        |             |
| 13 de septiembre de 2022 | Detroit                 | Míchigan           | EUA  | Little Caesars Arena                           |        |        |             |
| 15 de septiembre de 2022 | Saint Paul              | Minesota           | EUA  | Xcel Energy Center                             |        |        |             |
| 16 de septiembre de 2022 | Chicago                 | Illinois           | EUA  | Riot Fest \| Douglass Park Center              |        |        |             |
| 18 de septiembre de 2022 | Atlanta                 | Georgia            | EUA  | Music Midtown \| Piedmont Park                 |        |        |             |
| 20 de septiembre de 2022 | Newark                  | Nueva Jersey       | EUA  | Prudential Center                              |        |        |             |
| 21 de septiembre de 2022 | Newark                  | Nueva Jersey       | EUA  | Prudential Center                              |        |        |             |
| 23 de septiembre de 2022 | Dover                   | Delaware           | EUA  | Firefly \| International Speedway              |        |        |             |
| 24 de septiembre de 2022 | Sunrise                 | Florida            | EUA  | FLA Live Arena                                 |        |        |             |
| 27 de septiembre de 2022 | Houston                 | Texas              | EUA  | Toyota Center                                  |        |        |             |
| 28 de septiembre de 2022 | Dallas                  | Texas              | EUA  | American Airlines Center                       |        |        |             |
| 30 de septiembre de 2022 | Denver                  | Colorado           | EUA  | Ball Arena                                     |        |        |             |
| 2 de octubre de 2022     | Portland                | Oregón             | EUA  | Moda Center                                    |        |        |             |
| 3 de octubre de 2022     | Tacoma                  | Washington         | EUA  | Tacoma Dome                                    |        |        |             |
| 5 de octubre de 2022     | Oakland                 | California         | EUA  | Oakland Arena                                  |        |        |             |
| 7 de octubre de 2022     | Las Vegas               | Nevada             | EUA  | T-Mobile Arena                                 |        |        |             |
| 8 de octubre de 2022     | Sacramento              | California         | EUA  | Aftershock \| Discovery Park                   |        |        |             |
| 11 de octubre de 2022    | Inglewood (Los Ángeles) | California         | EUA  | The Forum                                      |        |        |             |
| 12 de octubre de 2022    | Inglewood (Los Ángeles) | California         | EUA  | The Forum                                      |        |        |             |
| 14 de octubre de 2022    | Inglewood (Los Ángeles) | California         | EUA  | The Forum                                      |        |        |             |
| 15 de octubre de 2022    | Inglewood (Los Ángeles) | California         | EUA  | The Forum                                      |        |        |             |
| 17 de octubre de 2022    | Inglewood (Los Ángeles) | California         | EUA  | The Forum                                      |        |        |             |
| 22 de octubre de 2022    | Las Vegas               | Nevada             | EUA  | When We Were Young \| Festival Grounds         |        |        |             |
| 23 de octubre de 2022    | Las Vegas               | Nevada             | EUA  | When We Were Young \| Festival Grounds         |        |        |             |
| 29 de octubre de 2022    | Las Vegas               | Nevada             | EUA  | When We Were Young \| Festival Grounds         |        |        |             |
| 18 de noviembre de 2022  | Ciudad de México        | Ciudad de México   | MEX  | Corona Capital \| Autódromo Hermanos Rodríguez |        |        |             |

### Tercera etapa: Oceanía y Japón
| Fecha               | Ciudad    | País          | Recinto                             | Espec. | Capac. | Recaudación |
| ------------------- | --------- | ------------- | ----------------------------------- | ------ | ------ | ----------- |
| 11 de marzo de 2023 | Auckland  | Nueva Zelanda | The Outer Fields de Western Springs | 17500  | 17500  |             |
| 13 de marzo de 2023 | Brisbane  | Australia     | Centro de Entretenimiento           | 13600  | 13600  |             |
| 14 de marzo de 2023 | Brisbane  | Australia     | Centro de Entretenimiento           |        |        |             |
| 16 de marzo de 2023 | Melbourne | Australia     | Rod Laver Arena                     | 15000  | 15000  |             |
| 17 de marzo de 2023 | Melbourne | Australia     | Rod Laver Arena                     |        |        |             |
| 19 de marzo de 2023 | Sídney    | Australia     | Qudos Bank Arena                    |        |        |             |
| 20 de marzo de 2023 | Sídney    | Australia     | Qudos Bank Arena                    | 21000  | 21000  |             |
| 25 de marzo de 2023 | Tokio     | Japón         | Makuhari Messe                      |        |        |             |
| 26 de marzo de 2023 | Osaka     | Japón         | Intex Osaka                         |        |        |             |

## Etapas suspendidas

### Por Oceanía y Japón
| Etapa suspendida debido a la pandemia de enfermedad por coronavirus. | Etapa suspendida debido a la pandemia de enfermedad por coronavirus. | Etapa suspendida debido a la pandemia de enfermedad por coronavirus. | Etapa suspendida debido a la pandemia de enfermedad por coronavirus. | Etapa suspendida debido a la pandemia de enfermedad por coronavirus. | Etapa suspendida debido a la pandemia de enfermedad por coronavirus. |
| Fecha                                                                | Ciudad                                                               | País                                                                 | Evento \| recinto                                                    | Espectadores                                                         | Recaudación                                                          |
| -------------------------------------------------------------------- | -------------------------------------------------------------------- | -------------------------------------------------------------------- | -------------------------------------------------------------------- | -------------------------------------------------------------------- | -------------------------------------------------------------------- |
| 20 de marzo de 2020                                                  | Melbourne                                                            | Australia                                                            | Download Festival \| Melbourne Showgrounds                           | suspendido                                                           | suspendido                                                           |
| 21 de marzo de 2020                                                  | Sídney                                                               | Australia                                                            | Download Festival \| The Domain                                      | suspendido                                                           | suspendido                                                           |
| 25 de marzo de 2020                                                  | Auckland                                                             | Nueva Zelanda                                                        | The Outer Fields de Western Springs                                  | suspendido                                                           | suspendido                                                           |
| 28 de marzo de 2020                                                  | Osaka                                                                | Japón                                                                | Intex Osaka                                                          | suspendido                                                           | suspendido                                                           |
| 29 de marzo de 2020                                                  | Tokio                                                                | Japón                                                                | Download Festival \| Makuhari Messe                                  | suspendido                                                           | suspendido                                                           |

| Etapa suspendida debido a la pandemia de enfermedad por coronavirus. | Etapa suspendida debido a la pandemia de enfermedad por coronavirus. | Etapa suspendida debido a la pandemia de enfermedad por coronavirus. | Etapa suspendida debido a la pandemia de enfermedad por coronavirus. | Etapa suspendida debido a la pandemia de enfermedad por coronavirus. | Etapa suspendida debido a la pandemia de enfermedad por coronavirus. |
| Fecha                                                                | Ciudad                                                               | País                                                                 | Recinto                                                              | Espectadores                                                         | Recaudación                                                          |
| -------------------------------------------------------------------- | -------------------------------------------------------------------- | -------------------------------------------------------------------- | -------------------------------------------------------------------- | -------------------------------------------------------------------- | -------------------------------------------------------------------- |
| 6 de noviembre de 2021                                               | Auckland                                                             | Nueva Zelanda                                                        | The Outer Fields de Western Springs                                  | suspendido                                                           | suspendido                                                           |

### Por Europa
| Etapa suspendida debido a la pandemia de enfermedad por coronavirus. | Etapa suspendida debido a la pandemia de enfermedad por coronavirus. | Etapa suspendida debido a la pandemia de enfermedad por coronavirus. | Etapa suspendida debido a la pandemia de enfermedad por coronavirus. | Etapa suspendida debido a la pandemia de enfermedad por coronavirus. | Etapa suspendida debido a la pandemia de enfermedad por coronavirus. |
| Fecha                                                                | Ciudad                                                               | País                                                                 | Evento \| recinto                                                    | Espectadores                                                         | Recaudación                                                          |
| -------------------------------------------------------------------- | -------------------------------------------------------------------- | -------------------------------------------------------------------- | -------------------------------------------------------------------- | -------------------------------------------------------------------- | -------------------------------------------------------------------- |
| 16 de junio de 2020                                                  | St. Austell (Cornualles)                                             | Inglaterra (RU)                                                      | Proyecto Edén                                                        | suspendido                                                           | suspendido                                                           |
| 18 de junio de 2020                                                  | Milton Keynes                                                        | Inglaterra (RU)                                                      | Stadium MK                                                           | suspendidos                                                          | suspendidos                                                          |
| 20 de junio de 2020                                                  | Milton Keynes                                                        | Inglaterra (RU)                                                      | Stadium MK                                                           | suspendidos                                                          | suspendidos                                                          |
| 21 de junio de 2020                                                  | Milton Keynes                                                        | Inglaterra (RU)                                                      | Stadium MK                                                           | suspendidos                                                          | suspendidos                                                          |
| 23 de junio de 2020                                                  | Dublín                                                               | Irlanda                                                              | Royal Hospital Kilmainham                                            | suspendido                                                           | suspendido                                                           |
| 1 de julio de 2020                                                   | Sopron                                                               | Hungría                                                              | Volt Festival \| Lövér Camping Site                                  | cancelado                                                            | cancelado                                                            |
| 3 de julio de 2020                                                   | Praga                                                                | República Checa                                                      | Prague Rocks \| Sinobo Stadium                                       | suspendido                                                           | suspendido                                                           |
| 4 de julio de 2020                                                   | Bolonia                                                              | Italia                                                               | Sonic Park Fest                                                      | suspendido                                                           | suspendido                                                           |
| 6 de julio de 2020                                                   | Bonn                                                                 | Alemania                                                             | Kunst!rasen Bonn                                                     | suspendidos                                                          | suspendidos                                                          |
| 7 de julio de 2020                                                   | Bonn                                                                 | Alemania                                                             | Kunst!rasen Bonn                                                     | suspendidos                                                          | suspendidos                                                          |
| 9 de julio de 2020                                                   | Kiev                                                                 | Ucrania                                                              | U Park Festival                                                      | suspendido                                                           | suspendido                                                           |
| 11 de julio de 2020                                                  | Moscú                                                                | Rusia                                                                | Park Live Festival                                                   | suspendido                                                           | suspendido                                                           |
| 13 de julio de 2020                                                  | San Petersburgo                                                      | Rusia                                                                | Palacio de Hielo                                                     | suspendido                                                           | suspendido                                                           |

| Etapa suspendida debido a la pandemia de enfermedad por coronavirus. | Etapa suspendida debido a la pandemia de enfermedad por coronavirus. | Etapa suspendida debido a la pandemia de enfermedad por coronavirus. | Etapa suspendida debido a la pandemia de enfermedad por coronavirus. | Etapa suspendida debido a la pandemia de enfermedad por coronavirus. | Etapa suspendida debido a la pandemia de enfermedad por coronavirus. |
| Fecha                                                                | Ciudad                                                               | País                                                                 | Evento \| recinto                                                    | Espectadores                                                         | Recaudación                                                          |
| -------------------------------------------------------------------- | -------------------------------------------------------------------- | -------------------------------------------------------------------- | -------------------------------------------------------------------- | -------------------------------------------------------------------- | -------------------------------------------------------------------- |
| 15 de junio de 2021                                                  | St. Austell (Cornualles)                                             | Inglaterra (RU)                                                      | Proyecto Edén                                                        | suspendido                                                           | suspendido                                                           |
| 17 de junio de 2021                                                  | Milton Keynes                                                        | Inglaterra (RU)                                                      | Stadium MK                                                           | suspendidos                                                          | suspendidos                                                          |
| 19 de junio de 2021                                                  | Milton Keynes                                                        | Inglaterra (RU)                                                      | Stadium MK                                                           | suspendidos                                                          | suspendidos                                                          |
| 20 de junio de 2021                                                  | Milton Keynes                                                        | Inglaterra (RU)                                                      | Stadium MK                                                           | suspendidos                                                          | suspendidos                                                          |
| 22 de junio de 2021                                                  | Dublín                                                               | Irlanda                                                              | Royal Hospital Kilmainham                                            | suspendido                                                           | suspendido                                                           |
| 2 de julio de 2021                                                   | Praga                                                                | República Checa                                                      | Prague Rocks \| Sinobo Stadium                                       | suspendido                                                           | suspendido                                                           |
| 4 de julio de 2021                                                   | Bolonia                                                              | Italia                                                               | Sonic Park Fest \| Sonic Park                                        | suspendido                                                           | suspendido                                                           |
| 6 de julio de 2021                                                   | Bonn                                                                 | Alemania                                                             | Kunst!rasen Bonn                                                     | suspendidos                                                          | suspendidos                                                          |
| 7 de julio de 2021                                                   | Bonn                                                                 | Alemania                                                             | Kunst!rasen Bonn                                                     | suspendidos                                                          | suspendidos                                                          |
| 9 de julio de 2021                                                   | Kiev                                                                 | Ucrania                                                              | U Park Festival \| Sky Family Park                                   | suspendido                                                           | suspendido                                                           |
| 11 de julio de 2021                                                  | Moscú                                                                | Rusia                                                                | Park Live Festival                                                   | suspendido                                                           | suspendido                                                           |
| 12 de julio de 2021                                                  | San Petersburgo                                                      | Rusia                                                                | Palacio de Hielo                                                     | suspendido                                                           | suspendido                                                           |

### Por Norteamérica
| Etapa suspendida debido a la pandemia de enfermedad por coronavirus. | Etapa suspendida debido a la pandemia de enfermedad por coronavirus. | Etapa suspendida debido a la pandemia de enfermedad por coronavirus. | Etapa suspendida debido a la pandemia de enfermedad por coronavirus. | Etapa suspendida debido a la pandemia de enfermedad por coronavirus. | Etapa suspendida debido a la pandemia de enfermedad por coronavirus. |
| Fecha                                                                | Ciudad                                                               | Edo. o provincia                                                     | Evento \| recinto                                                    | Espectadores                                                         | Recaudación                                                          |
| -------------------------------------------------------------------- | -------------------------------------------------------------------- | -------------------------------------------------------------------- | -------------------------------------------------------------------- | -------------------------------------------------------------------- | -------------------------------------------------------------------- |
| 9 de septiembre de 2020                                              | Detroit                                                              | Míchigan                                                             | Little Caesars Arena                                                 | suspendido                                                           | suspendido                                                           |
| 11 de septiembre de 2020                                             | Saint Paul                                                           | Minesota                                                             | Xcel Energy Center                                                   | suspendido                                                           | suspendido                                                           |
| 12 de septiembre de 2020                                             | Chicago                                                              | Illinois                                                             | Riot Fest \| Douglas Park                                            | suspendido                                                           | suspendido                                                           |
| 14 de septiembre de 2020                                             | Toronto                                                              | Ontario (Canadá)                                                     | Scotiabank Arena                                                     | suspendido                                                           | suspendido                                                           |
| 15 de septiembre de 2020                                             | Boston                                                               | Massachusetts                                                        | TD Garden                                                            | suspendido                                                           | suspendido                                                           |
| 17 de septiembre de 2020                                             | Brooklyn                                                             | Nueva York                                                           | Barclays Center                                                      | suspendido                                                           | suspendido                                                           |
| 18 de septiembre de 2020                                             | Filadelfia                                                           | Pensilvania                                                          | Wells Fargo Center                                                   | suspendido                                                           | suspendido                                                           |
| 20 de septiembre de 2020                                             | Atlanta                                                              | Georgia                                                              | Music Midtown                                                        | suspendido                                                           | suspendido                                                           |
| 22 de septiembre de 2020                                             | Newark                                                               | Nueva Jersey                                                         | Prudential Center                                                    | suspendidos                                                          | suspendidos                                                          |
| 23 de septiembre de 2020                                             | Newark                                                               | Nueva Jersey                                                         | Prudential Center                                                    | suspendidos                                                          | suspendidos                                                          |
| 26 de septiembre de 2020                                             | Sunrise                                                              | Florida                                                              | BB&T Center                                                          | suspendido                                                           | suspendido                                                           |
| 29 de septiembre de 2020                                             | Houston                                                              | Texas                                                                | Toyota Center                                                        | suspendido                                                           | suspendido                                                           |
| 30 de septiembre de 2020                                             | Dallas                                                               | Texas                                                                | American Airlines Center                                             | suspendido                                                           | suspendido                                                           |
| 2 de octubre de 2020                                                 | Denver                                                               | Colorado                                                             | Pepsi Center                                                         | suspendido                                                           | suspendido                                                           |
| 4 de octubre de 2020                                                 | Tacoma                                                               | Washington                                                           | Tacoma Dome                                                          | suspendido                                                           | suspendido                                                           |
| 6 de octubre de 2020                                                 | Oakland                                                              | California                                                           | Oakland Arena                                                        | suspendido                                                           | suspendido                                                           |
| 8 de octubre de 2020                                                 | Inglewood (Los Ángeles)                                              | California                                                           | The Forum                                                            | suspendido                                                           | suspendido                                                           |
| 10 de octubre de 2020                                                | Sacramento                                                           | California                                                           | Aftershock Festival \| Discovery Park                                | suspendido                                                           | suspendido                                                           |
| 11 de octubre de 2020                                                | Las Vegas                                                            | Nevada                                                               | T-Mobile Arena                                                       | suspendido                                                           | suspendido                                                           |
| 13 de octubre de 2020                                                | Inglewood (Los Ángeles)                                              | California                                                           | The Forum                                                            | suspendidos                                                          | suspendidos                                                          |
| 14 de octubre de 2020                                                | Inglewood (Los Ángeles)                                              | California                                                           | The Forum                                                            | suspendidos                                                          | suspendidos                                                          |
| 16 de octubre de 2020                                                | Inglewood (Los Ángeles)                                              | California                                                           | The Forum                                                            | suspendidos                                                          | suspendidos                                                          |

| Etapa suspendida debido a la pandemia de enfermedad por coronavirus. | Etapa suspendida debido a la pandemia de enfermedad por coronavirus. | Etapa suspendida debido a la pandemia de enfermedad por coronavirus. | Etapa suspendida debido a la pandemia de enfermedad por coronavirus. | Etapa suspendida debido a la pandemia de enfermedad por coronavirus. | Etapa suspendida debido a la pandemia de enfermedad por coronavirus. | Etapa suspendida debido a la pandemia de enfermedad por coronavirus. |
| Fecha                                                                | Ciudad                                                               | Edo. o provincia                                                     | País                                                                 | Evento \| recinto                                                    | Espectadores                                                         | Recaudación                                                          |
| -------------------------------------------------------------------- | -------------------------------------------------------------------- | -------------------------------------------------------------------- | -------------------------------------------------------------------- | -------------------------------------------------------------------- | -------------------------------------------------------------------- | -------------------------------------------------------------------- |
| 8 de septiembre de 2021                                              | Filadelfia                                                           | Pensilvania                                                          | EUA                                                                  | Wells Fargo Center                                                   | suspendido                                                           | suspendido                                                           |
| 9 de septiembre de 2021                                              | Toronto                                                              | Ontario                                                              | CAN                                                                  | Scotiabank Arena                                                     | suspendido                                                           | suspendido                                                           |
| 11 de septiembre de 2021                                             | Brooklyn                                                             | Nueva York                                                           | EUA                                                                  | Barclays Center                                                      | suspendido                                                           | suspendido                                                           |
| 13 de septiembre de 2021                                             | Boston                                                               | Massachusetts                                                        | EUA                                                                  | TD Garden                                                            | suspendido                                                           | suspendido                                                           |
| 15 de septiembre de 2021                                             | Detroit                                                              | Míchigan                                                             | EUA                                                                  | Little Caesars Arena                                                 | suspendido                                                           | suspendido                                                           |
| 16 de septiembre de 2021                                             | Saint Paul                                                           | Minesota                                                             | EUA                                                                  | Xcel Energy Center                                                   | suspendido                                                           | suspendido                                                           |
| 18 de septiembre de 2021                                             | Chicago                                                              | Illinois                                                             | EUA                                                                  | Riot Fest \| Douglas Park Center                                     | suspendido                                                           | suspendido                                                           |
| 19 de septiembre de 2021                                             | Atlanta                                                              | Georgia                                                              | EUA                                                                  | Music Midtown \| Piedmont Park                                       | suspendido                                                           | suspendido                                                           |
| 21 de septiembre de 2021                                             | Newark                                                               | Nueva Jersey                                                         | EUA                                                                  | Prudential Center                                                    | suspendidos                                                          | suspendidos                                                          |
| 22 de septiembre de 2021                                             | Newark                                                               | Nueva Jersey                                                         | EUA                                                                  | Prudential Center                                                    | suspendidos                                                          | suspendidos                                                          |
| 25 de septiembre de 2021                                             | Sunrise                                                              | Florida                                                              | EUA                                                                  | BB&T Center                                                          | suspendido                                                           | suspendido                                                           |
| 28 de septiembre de 2021                                             | Houston                                                              | Texas                                                                | EUA                                                                  | Toyota Center                                                        | suspendido                                                           | suspendido                                                           |
| 29 de septiembre de 2021                                             | Dallas                                                               | Texas                                                                | EUA                                                                  | American Airlines Center                                             | suspendido                                                           | suspendido                                                           |
| 1 de octubre de 2021                                                 | Denver                                                               | Colorado                                                             | EUA                                                                  | Pepsi Center                                                         | suspendido                                                           | suspendido                                                           |
| 3 de octubre de 2021                                                 | Tacoma                                                               | Washington                                                           | EUA                                                                  | Tacoma Dome                                                          | suspendido                                                           | suspendido                                                           |
| 6 de octubre de 2021                                                 | Oakland                                                              | California                                                           | EUA                                                                  | Oakland Arena                                                        | suspendido                                                           | suspendido                                                           |
| 8 de octubre de 2021                                                 | Las Vegas                                                            | Nevada                                                               | EUA                                                                  | T-Mobile Arena                                                       | suspendido                                                           | suspendido                                                           |
| 9 de octubre de 2021                                                 | Sacramento                                                           | California                                                           | EUA                                                                  | Aftershock Festival \| Discovery Park                                | suspendido                                                           | suspendido                                                           |
| 11 de octubre de 2021                                                | Inglewood (Los Ángeles)                                              | California                                                           | EUA                                                                  | The Forum                                                            | suspendidos                                                          | suspendidos                                                          |
| 12 de octubre de 2021                                                | Inglewood (Los Ángeles)                                              | California                                                           | EUA                                                                  | The Forum                                                            | suspendidos                                                          | suspendidos                                                          |
| 14 de octubre de 2021                                                | Inglewood (Los Ángeles)                                              | California                                                           | EUA                                                                  | The Forum                                                            | suspendidos                                                          | suspendidos                                                          |
| 17 de octubre de 2021                                                | Inglewood (Los Ángeles)                                              | California                                                           | EUA                                                                  | The Forum                                                            | suspendidos                                                          | suspendidos                                                          |